# Stadtkreis Swetlogorsk
Der Stadtkreis Swetlogorsk (2007–2018 Rajon Swetlogorsk), administrativ-territorial: russisch Город областного значения Светлогорск (Stadt von Oblastbedeutung Swetlogorsk), „munizipal“: russisch Светлогорскский городской округ (Stadtkreis Swetlogorsk), ist eine Verwaltungseinheit in der russischen Oblast Kaliningrad. Sein Verwaltungssitz ist die Stadt Swetlogorsk.

## Geographie

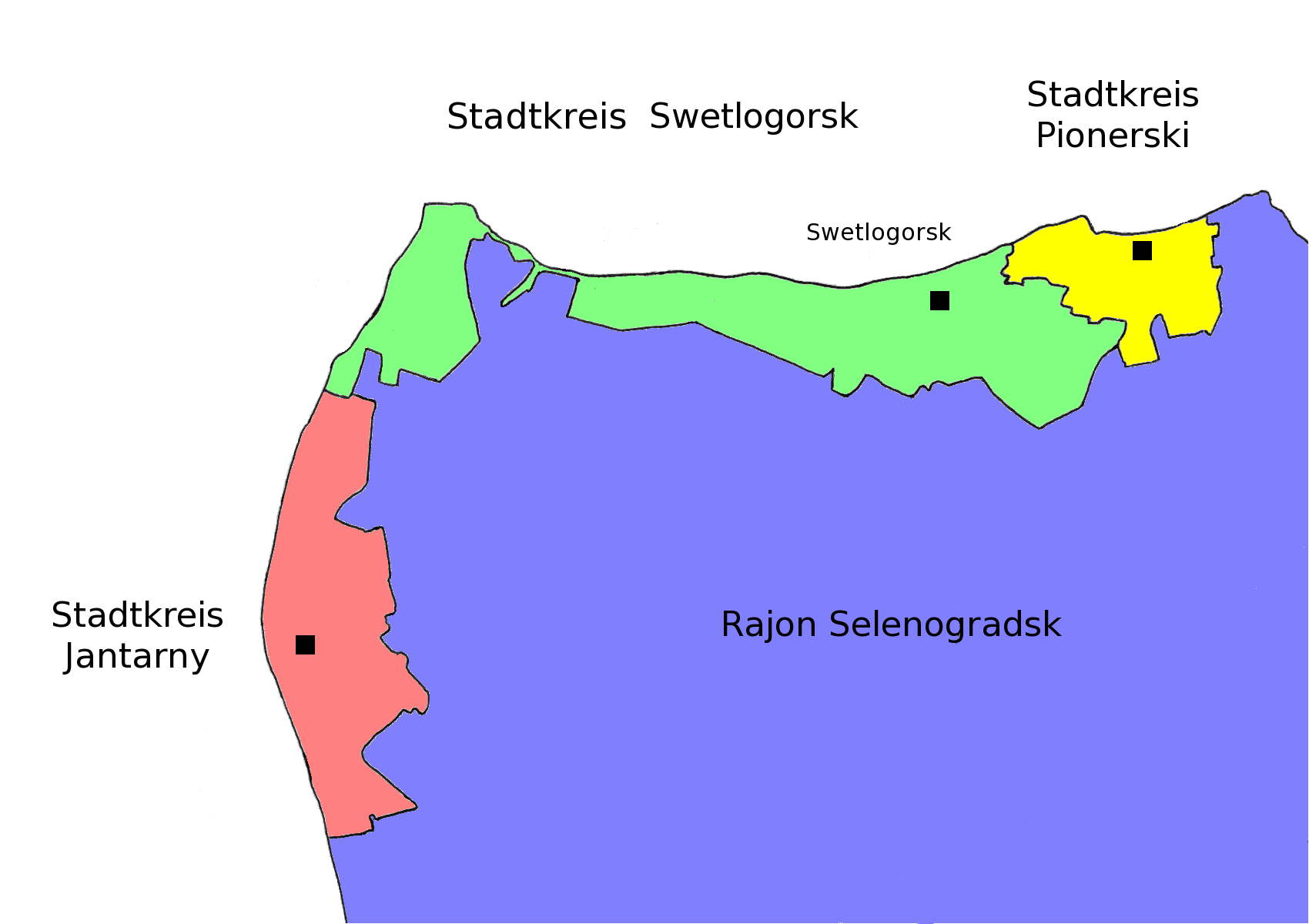
Die administrativ-territoriale Verwaltungsgliederung im nordwestlichen Samland

Der Stadtkreis liegt im Norden des Samlandes an der Ostsee. Er besteht praktisch (aber nicht tatsächlich) aus zwei Teilen, die durch den Rajon Selenogradsk getrennt werden. Der Ostteil grenzt im Norden an die Ostsee, im Osten an den Stadtkreis Pionerski und im Süden an den Rajon Selenogradsk, während der Westteil zwischen der Ostsee im Westen und dem Rajon Selenogradsk im Osten liegt und auch eine kurze gemeinsame Grenze mit dem südlich gelegenen Stadtkreis Jantarny hat.

## Orte
| Ortsname                               | deutscher Name  |
| -------------------------------------- | --------------- |
| Stadt:                                 |                 |
| Swetlogorsk (Светлогорск)              | Rauschen        |
| Siedlungen:                            |                 |
| Donskoje (Донское)                     | Groß Dirschkeim |
| Lesnoje (Лесное)                       | Warnicken       |
| Majak (Маяк)                           | Brüsterort      |
| Marjinskoje (Марьинское)               | Marscheiten     |
| Molodogwardeiskoje (Молодогвардейское) | Finken          |
| Primorje (Приморье)                    | Groß Kuhren     |

## Wirtschaft
Im Stadtkreis Swetlogorsk hat der Tourismus eine große Bedeutung. So wird Swetlogorsk als Perle der Ostsee oder Nördliches Sotschi bezeichnet.

## Geschichte
Die Stadt Swetlogorsk (Rauschen) wurde am 25. Juli 1947 aus dem damaligen Rajon Primorsk (jetzt Rajon Selenogradsk) als rajonfreie Stadt ausgegliedert, die von einem Stadtsowjet verwaltet wurde. Am 12. Januar 1965 wurden auch die Stadt Pionerski (Neukuhren) und die Sowjets der Arbeitersiedlungen Primorje (Groß Kuhren) und Jantarny (Palmnicken) dem Swetlogorsker Stadtsowjet unterstellt (sog. Swetlogorsker Kurort-Industrie-Zone, ru. Светлогорская курортно-промышленная зона, Swetlogorskaja kurortno-promyschlennaja sona). Am 22. März 1993 wurde die Stadt Pionerski aus diesem Verband wieder herausgelöst und eigenständig innerhalb der Oblast.
Am 15. April 1994 wurde der (Rest-)Verband in den Stadtkreis Swetlogorsk umgewandelt. In den Jahren 1998 und 1999 wurden auf dem Territorium des Stadtkreises Swetlogorsk die kommunalen Selbstverwaltungseinheiten "Siedlung Jantarny" und "Stadtkreis Swetlogorsk" gebildet. Im Jahr 2004 bekam die kommunale Selbstverwaltungseinheit "Siedlung Jantarny" den Status eines Stadtkreises und im Jahr 2007 bekam die kommunale Selbstverwaltungseinheit "Stadtkreis Swetlogorsk" den Status eines "munizipalen" Rajons, der mit "Rajon Swetlogorsk" bezeichnet wurde; darin wurden die kommunale Selbstverwaltung auf die lokale Ebene ausgeweitet und die drei städtischen Gemeinden Donskoje, Primorje und Swetlogorsk eingerichtet.
Im Jahr 2010 wurde der Rajon Swetlogorsk auch administrativ-territorial etabliert und gleichzeitig erfolgte die administrativ-territoriale Loslösung des Stadtkreises Jantarny. Im Jahr 2018 wurde die kommunale Selbstverwaltung des (administrativ-territorialen) Rajons Swetlogorsk wieder als Stadtkreis organisiert. Ende 2019 wurde der Stadtkreis auch administrativ-territorial etabliert.

### Städtische Gemeinden 2007–2018
| Name und Verwaltungssitz | deutscher Name  | Anzahl der Orte | Einwohner (2010) | Fläche [km²] |
| ------------------------ | --------------- | --------------- | ---------------- | ------------ |
| Donskoje                 | Groß Dirschkeim | 4               | 2.953            | 8,2          |
| Primorje                 | Groß Kuhren     | 2               | 1.150            | 4,1          |
| Swetlogorsk              | Rauschen        | 1               | 10.772           | 20,2         |

### Einwohnerentwicklung
| Jahr | Einwohner |
| ---- | --------- |
| 2010 | 14.875    |
| 2021 | 20.105    |

### Funktionsträger
seit Bildung des Stadtkreises im Jahr 1994

#### Vorsitzende
- 1994–1996: Sergei Alexandrowitsch Rudobelez (Сергей Александрович Рудобелец)
- 1996–2000: Wladimir Alexejewitsch Schijanow (Владимир Алексеевич Шиянов)
- 2000–2004: Waleri Leonidowitsch Alexejew (Валерий Леонидович Алексеев)
- 2004–2007: Oleg Kasimirowitsch Wernikowski (Олег Казимирович Верниковский)
- 2007–2009: Sergei Alexandrowitsch Rudobelez (Сергей Александрович Рудобелец) (i. V.)
- 2009–2012: Igor Fjodorowitsch Partulejew (Игорь Фёдорович Партулеев)
- 2012–2013: Roman Wladimirowitsch Skidan (Роман Владимирович Скидан)
- 2013: Wladimir Wladimirowitsch Bondarenko (Владимир Владимирович Бондаренко)
- 2013–2016: Garri Mitewitsch Goldman (Гарри Митевич Гольдман)
- 2016–2018: Wladimir Wladimirowitsch Bondarenko (Владимир Владимирович Бондаренко) (i. V.)
- seit 2018: Andrei Wiktorowitsch Muchin (Андрей Викторович Мохнов)

#### Verwaltungschefs
sofern nicht gleichzeitig Vorsitzende
- 2010–2012: Alexandr Petrowitsch Scharko (Александр Петрович Шарко)
- 2013–2017: Alexandr Wladimirowitsch Kowalski (Александр Владимирович Ковальский)
- 2017: Tatjana Nikolajewna Katschmar (Татьяна Николаевна Качмар) (i. V.)
- 2017–2018: Sergejewitsch Tolmatschow (Андрей Сергеевич Толмачёв)
- seit 2018: Wladimir Wladimirowitsch Bondarenko (Владимир Владимирович Бондаренко)